# Comunhão das Igrejas Ortodoxas Ocidentais
A Comunhão das Igrejas Ortodoxas Ocidentais (em inglês: Communion of Western Orthodox Churches - CWOC; em francês: Communion des Églises orthodoxes occidentales - CEOO) é uma comunhão de igrejas cristãs.

## Visão Geral
A comunhão atualmente compreende três igrejas membros:
- A Igreja Ortodoxa Celta;
- A Igreja Ortodoxa Francesa;
- A Igreja Ortodoxa dos Gauleses.

A Comunhão das Igrejas Ortodoxas Ocidentais foi estabelecida em 25 de dezembro de 2007 com a assinatura de seu foral e a concelebração de uma missa pela Natividade do Senhor pelo Bispo Maël de Brescia e pelo Bispo Mark da Igreja Celta Ortodoxa, pelo Bispo Vigile e pelo Bispo Martin Laplaud pela Igreja Ortodoxa Francesa Igreja e o Bispo Gregory Mendez da Igreja Ortodoxa dos Gauleses.

## Relações com outras Igrejas
Escritas nas diretivas da Comunhão das Igrejas Ortodoxas Ocidentais estão disposições para aceitar outras igrejas ortodoxas que também subscrevam a sua carta e princípios: 
A aceitação de outras igrejas cristãs que aderem aos princípios estabelecidos na Carta e aos usos, conselhos e diretrizes da Comunhão está sujeita ao acordo unânime das igrejas signatárias. Este acordo será informado por informações abrangentes sobre a história, vida, espírito e autenticidade da igreja candidata. Consultas entre nossas igrejas serão necessárias para discernir os méritos desta candidatura.